# Conophytum ectypum
Conophytum ectypum är en isörtsväxtart. Conophytum ectypum ingår i släktet Conophytum, och familjen isörtsväxter.

## Underarter
Arten delas in i följande underarter:
- C. e. brownii
- C. e. cruciatum
- C. e. ectypum
- C. e. ignavum
- C. e. sulcatum